# Franz-Eher-Verlag
Franz-Eher-Verlag (Франц Эер Ферлаг — Издательство Франца Эера), точнее Franz Eher Nachfolger GmbH (Общество с ограниченной ответственностью «Франц Эер и наследники») — центральное издательство НСДАП, которое издавало как официальную периодическую печать правящей партии нацистской Германии, так и прочую печатную продукцию: художественную литературу, календари, географические карты и др. Кроме того, издательство Franz-Eher-Verlag обладало исключительными правами на издание книги Адольфа Гитлера «Майн кампф». Единственным акционером издательства являлась Национал-социалистическая немецкая рабочая ассоциация (НСДАФ), которая была создана для получения НСДАП юридического лица и управления активами партии (непосредственный глава НСДАФ — Гитлер). Ликвидировано в 1945 году вместе с запретом НСДАП.

## Основание
Первоначально издательство было основано 2 января 1887 г. под названием «Мюнхнер беобахтер» («Мюнхенский обозреватель»). В марте 1900 г. Франц Эер приобрёл издательство, а 2 декабря 1901 г. зарегистрировал его в торговом реестре Мюнхена под новым названием Franz-Eher-Verlag.
В 1918 г. глава издательства Франц Эер умер, и руководство Franz-Eher-Verlag перешло к Рудольфу фон Зеботтендорфу. Чтобы избежать возможного банкротства в послевоенный кризис, фон Зеботтендорф преобразовал издательство в общество с ограниченной ответственностью.

## Переход к НСДАП
Молодая национал-социалистическая партия быстро обратила на себя внимание влиятельных военно-промышленных кругов Германии как возможная политическая сила для претворения в жизнь своих экспансионистских и реваншистских планов, возрождения былой мощи побеждённой в Первой мировой войне Германской империи. Однако НСДАП был остро необходим печатный орган для широкой пропаганды своих идей, поэтому было решено выделить необходимую сумму для покупки издательства. 17 декабря 1920 г. состоялась сделка, согласно которой издательство Franz-Eher-Verlag было приобретено НСДАФ за 115 тыс. «бумажных марок». Согласно договору, вместе с издательством также приобретался и магазин при издательстве.

## Руководство
В 1933—1943 гг. издательством руководил Рольф Ринхард, а начиная с 1943 г. и до конца войны — Вильгельм Баур. Генеральным руководителем был Макс Аманн, под руководством которого была создана полугосударственная медиакорпорация, одна из крупнейших в мире, под общим названием «Franz-Eher-Verlag». Помимо руководства издательством, Макс Аманн занимал высокопоставленные руководящие посты в нацистской Германии: «рейхсляйтер прессы» и «президент палаты прессы». Осуществляя контроль за всей прессой Германии и пользуясь своими полномочиями на торгах, он скупал по низкой цене другие издательства от имени Franz-Eher-Verlag (которая практически всегда была единственным участником аукциона). Таким образом, в результате активной деятельности Аманна, в «Франц Эер» влилось множество издательских и полиграфических фирм, крупнейшей из которых был «Концерн Гугенберга». Для более эффективного управления, Franz-Eher-Verlag было номинально разделено на три подразделения:
- «Штандарте ферлагс- унд друкерай ГмбХ» («Standarte-Verlags- und Druckerei-GmbH)» — объединение около 70 издательств партийных округов гау.
- «Херольд ферлагсанштальт ГмбХ» («Herold-Verlagsanstalt GmbH») — покупка и последующее управление непартийной прессой.
- «Ойропа ферлагс ГмбХ» («Europa-Verlags-GmbH»)— управление иностранными издательствами начиная с 1938 г.

Поскольку основным принципом управления в нацистской Германии было существование должностей с близкими и дублирующими функциями, то Макс Аманн, создав огромную корпорацию в сочетании с высокими имперскими должностями, жёстко конкурировал с другими высокопоставленными чиновниками нацистской Германии в области информации и пропаганды: Отто Дитрихом, имперским начальником прессы НСДАП и имперским министром пропаганды Йозефом Геббельсом.

## Расположение
Центральное руководство издательства и головное предприятие находилось в Мюнхене на пересечении улиц Шеллингштрассе и Барерштассе (район Максфорштадт). 1 января 1933 г. были открыты филиалы издательства в Берлине, Мюнхене (в другом районе города), а затем, после аншлюса, — в Вене.

## Публикации издательства
Крупнейшими периодическими публикациями издательства были:
- Газета «Фёлькишер беобахтер» (Völkischer Beobachter) — центральный печатный орган НСДАП, издавалась с декабря 1920 г.
- «Иллюстрированный обозреватель» (Illustrierter Beobachter), издавалось с 1926 г.
- «Национал-социалистический ежемесячник» (Nationalsozialistische Monatshefte), издавалось с 1930 по 1944 гг.
- «Академический обозреватель» (Akademischer Beobachter), издавалось с 1929 г.
- «Наша воля и путь» (Unser Wille und Weg), издавалось с 1931 г.
- «Штурмовик» (Der SA-Mann), издавалось с 1932 г.
- «Национал-социалистическая партийная корреспонденция» (Nationalsozialistische Parteikorrespondenz), издавалось с 1932 г.
- «Движение» (Die Bewegung).

Кроме того, с 1925 г. Franz-Eher-Verlag начало публиковать книгу Гитлера «Майн кампф», которая после прихода нацистов к власти стала издаваться многомиллионными тиражами. Также было отпечатано несколько сочинений Геббельса крупными выпусками.

## После войны
29 октября 1945 г. организация НСДАП была запрещена, а Franz-Eher-Verlag — закрыто. В 1952 г. издательство было удалено из перечня «Торгового регистра».